# Neil Patrick Harris
Neil Patrick Harris (Albuquerque, Új-Mexikó, 1973. június 15. –) négyszeres Emmy- és Tony-díjas amerikai színész, énekes és bűvész.
Leginkább a Doogie Howser, M.D. címszerepéből, a Csillagközi invázióból, az Így jártam anyátokkal című szituációs komédiából, Barney Stinson szerepéből, illetve a Dr. Horrible’s Sing-Along Blog című internetes minisorozatból ismert.
Ő volt a 63. Tony-gála, és a 61. Primetime Emmy-gála házigazdája. 2010. március 7-én meglepetés-előadóként lépett fel a 82. Oscar-gálán, ahol a nyitódalt énekelte el, és 2010. augusztus 21-én két Emmy-díjat is nyert. 2010. december 11-én Harris volt a Spike's Video Game Awards házigazdája, majd a 65. Tony-gálát is ő vezette.
2010-ben a Time magazin beválasztotta a világ 100 legbefolyásosabb embere közé.
2011 szeptemberében Harris csillagot kapott a Hollywoodi hírességek sétányán.

## Élete
Harris Albuquerque-ben, Új-Mexikóban született, és az új-mexikói Ruidosóban nőtt fel. Szülei, Sheila és Ron éttermet vezettek. Az albuquerque-i La Cueva High Schoolba járt középiskolába, és igen aktívan részt vett az iskolai színjátszásban és musicalekben. Harris kitűnő tanuló volt, 1991-ben kitűnő eredménnyel végzett.

## Karrier
Gyerekszínészként kezdte karrierjét, Mark Medoff fedezte fel egy Las Cruces-i drámatáborban. Medoff beválasztotta 1988-as Clara szíve című filmdrámájába, amiben Whoopi Goldberg játszotta a főszerepet. Harrist a filmben nyújtott teljesítményéért Golden Globe-ra jelölték. 1988-ban főszerepet kapott az Emberevő bíborka című fantasyfilmben. Egy évvel később ő kapta meg a Doogie Howser, M.D. címszerepét, amiért szintén Golden Globe-jelölést kapott. Miután a sorozat négy évad után, 1993-ban véget ért, Harris sok sorozatban feltűnt vendégszereplőként. 1995-ben megkapta első nagyobb felnőtt szerepét az Animal Room című filmben. Azóta a filmes karrierjében mellékszerepeket kapott A második legjobb dolog, a Téglatesó és a Csillagközi invázió című filmekben. A Kalandférgek-vígjátékokban saját maga drogőrült, züllött változatát játssza. 1991-ben vendégszerepelt szinkronhangként A Simpson család 3.évad 4. részében, a Bart, a gyilkos című epizódban.
1999-től 2000-ig Tony Shalhoub mellett szerepelt a Stark Raving Mad című sitcomban, ami 22 epizódot élt meg. Számos, csak TV-re gyártott filmben kapott főszerepet, köztük A hó fogságában (1994), Az első szerelem (1995), a Karácsonyi kívánság (1998), a Szent Johanna (1999), Az esküvői ruha (2001) és a The Christmas Blessing (2005) című művekben, illetve sok sorozatban kapott vendégszerepet.
Neil dolgozott a Broadway-színházban is mind musical, mind drámai darabokban. Ő játszotta Tobias Ragget a Sweeny Todd 2001-es koncertelőadásában. 2002-ben Anne Heche mellett játszott az Egy bizonyítás körvonalai színdarabban. 2003-ban Emcee szerepét vette át a Cabaret-ban Deborah Gibson és Tom Bosley mellett.
2004-ben az Assassins musicalben a Balladás és Lee Harvey Oswald szerepét is ő játszotta. Mark Cohent is megszemélyesítette már a Rent musical vándortársulatában, amely karaktert gúnyosan játszotta el újra a Saturday Night Live 2009. január 10-i adásában.
2005 és 2014 között ő játszotta Barney Stinsont, az Így jártam anyátokkal című szituációs komédiában. Ezért a szerepért 2007-től 2010-ig minden évben jelölték a legjobb férfi mellékszereplő Emmy-díjára.
2007-ben együtt dolgozott Michael J. Nelsonnal egy RiffTraxnak készülő audiókommentáron. A páros a Charlie és a csokigyár című filmet figurázta ki. 2008-ban Harris megkapta a címszerepét Joss Whedon internetes musicalsorozatának, a Dr. Horrible’s Sing-Along Blognak, amiben Nathan Fillion és Felicia Day játszották a másik két főszerepet. Az első rész 2008. július 15-én mutatkozott be, amit a másik két epizód öt napon belül követett 2009. április 26-án Harris volt a 7. TV Land Awards házigazdája.
Neil a Batman: A bátor és a vakmerő musical-epizódjában adta a hangját a gonosz Music Meisternek. Az epizód 2009. október 23-án került adásba az amerikai Cartoon Networkön. Később, a Batman a piros sisak alatt című animációs filmben ő adta a hangját a felnőtt Dick Graysonnak (Éjszárny).
Harris szerepelt a Szép szörnyetegben Alex Pettyfer és Vanessa Hudgens mellett, ahol is egy vak oktatót, Willt játszotta.
Az American Idol kilencedik évadjában vendég-zsűritag volt a 2009. augusztusi dallasi válogatáson.
A Glee – Sztárok leszünk! "Álmodj tovább!" című epizódjában Bryan Ryan megformálásáért Emmy-díjat kapott.
Harris 2012-ben epizódszerepet kapott az Amerikai pite: A találkozó című filmben.

## Magánélete
Harris nyíltan vállalja, hogy homoszexuális. 2006 novemberében erősítette meg a korábbi pletykákat: „... Örülök, hogy eloszlathatok minden kételyt és félreértést, és büszke vagyok, hogy kimondhatom, hogy egy nagyon elégedett meleg férfi vagyok...”. A 2007-es Emmy-gálára párjával, David Burtkával érkezett. Később megerősítette kapcsolatukat, ami 2004-ben kezdődött egy interjú alkalmával a The Ellen DeGeneres Showban. 2010. augusztus 14-én Harris bejelentette, hogy ikreket várnak egy béranyától. Az ikrek, Gideon Scott egy fiú, és Harper Grace egy lány 2010. október 12-én születtek meg.
Neil rajongója a bűvészetnek és maga is bűvész, csakúgy mint az Így jártam anyátokkalban a karaktere Barney. 2006-ban megnyerte a Tannen's Magic Louis Awardot, 2008. október 11-én pedig ő volt a házigazdája a 2008 World Magic Awardsnak. Harris az Emmy-díjas alakításában a Glee – Sztárok leszünk!-ben is varázsolt.

## Diszkográfia

### Élő felvételek
| Év   | Album címe                     |
| ---- | ------------------------------ |
| 2000 | Sweeney Todd: Live in Concert  |
| 2001 | Evening Primrose               |
| 2004 | Assassins                      |
| 2006 | Wall to Wall: Stephen Sondheim |
| 2008 | Dr. Horrible's Sing-Along Blog |

### Kislemezek
| Év   | Cím                               | Legjobb slágerlista-helyezés | Legjobb slágerlista-helyezés | Legjobb slágerlista-helyezés | Legjobb slágerlista-helyezés | Legjobb slágerlista-helyezés | Eladások     | Album                                  |
| Év   | Cím                               | AUS                          | CAN                          | IRE                          | UK                           | US                           | Eladások     | Album                                  |
| ---- | --------------------------------- | ---------------------------- | ---------------------------- | ---------------------------- | ---------------------------- | ---------------------------- | ------------ | -------------------------------------- |
| 2010 | "Nothing Suits Me Like a Suit"    | 113                          | 76                           | —                            | 50                           | —                            | —            | Így jártam anyátokkal 5. évad          |
| 2010 | "Dream On" (Matthew Morrison-nal) | 91                           | 24                           | 44                           | 47                           | 26                           | 84 000 (USA) | Glee: The Music, Volume 3 Showstoppers |

## Filmográfia

### Film
| Év   | Magyar cím                                  | Eredeti cím                               | Szerep                           | Magyar hang      |
| ---- | ------------------------------------------- | ----------------------------------------- | -------------------------------- | ---------------- |
| 1988 | Clara szíve                                 | Clara's Heart                             | David Hart                       | Morvay Bence     |
| 1988 | Emberevő bíborka                            | Purple People Eater                       | Billy Johnson                    |                  |
| 1995 |                                             | Animal Room                               | Arnold Mosk                      |                  |
| 1997 | Csillagközi invázió                         | Starship Troopers                         | Carl Jenkins                     | Anger Zsolt      |
| 1998 | Az alku                                     | The Proposition                           | Roger Martin                     | Seder Gábor      |
| 1998 | Az alku                                     | The Proposition                           | Roger Martin                     | Takátsy Péter    |
| 2000 | A második legjobb dolog                     | The Next Best Thing                       | David                            | Rába Roland      |
| 2002 | A hipnotizőr                                | The Mesmerist                             | Benjamin                         | Lux Ádám         |
| 2002 | Téglatesó                                   | Undercover Brother                        | Lance                            | Csőre Gábor      |
| 2004 | Kalandférgek                                | Harold & Kumar Go to White Castle         | Neil Patrick Harris              | Moser Károly     |
| 2005 |                                             | The Golden Blaze                          | képregényüzlet tulajdonosa       |                  |
| 2008 | Kalandférgek 2. – Öbölből vödörbe           | Harold & Kumar Escape from Guantanamo Bay | Neil Patrick Harris              | Moser Károly     |
| 2008 |                                             | Prop 8: The Musical (rövidfilm)           | Egy Nagyon Okos Fickó            |                  |
| 2008 |                                             | Beyond All Boundaries                     | David Hettema főhadnagy (hangja) |                  |
| 2008 | Az Igazság Ligája – Az új küldetés          | Justice League: The New Frontier          | Barry Allen / Flash (hangja)     | Moser Károly     |
| 2009 | Derült égből fasírt                         | Cloudy with a Chance of Meatballs         | Steve a majom (hangja)           | Seszták Szabolcs |
| 2010 | Kutyák és macskák: A rusnya macska bosszúja | Cats & Dogs: The Revenge of Kitty Galore  | Lou (hangja)                     | Csőre Gábor      |
| 2010 |                                             | The Best and the Brightest                | Jeff                             |                  |
| 2010 | Batman a Piros Sisak ellen                  | Batman: Under the Red Hood                | Dick Grayson / Éjszárny (hangja) | Moser Károly     |
| 2011 | Kalandférgek karácsonya                     | A Very Harold and Kumar Christmas         | Neil Patrick Harris              | Markovics Tamás  |
| 2011 | Hupikék törpikék                            | The Smurfs                                | Patrick Winslow                  | Zámbori Soma     |
| 2011 | Csúf szerelem                               | Beastly                                   | Will Fratalli                    | Kerekes József   |
| 2011 | Muppets                                     | The Muppets                               | önmaga (cameo)                   | Markovics Tamás  |
| 2012 | Amerikai pite: A találkozó                  | American Reunion                          | Celebtánc műsorvezetője (cameo)  | Markovics Tamás  |
| 2013 | Hupikék törpikék 2.                         | The Smurfs 2                              | Patrick Winslow                  | Zámbori Soma     |
| 2013 | Derült égből fasírt 2. – A második fogás    | Cloudy with a Chance of Meatballs 2       | Steve a majom (hangja)           | Seszták Szabolcs |
| 2014 | Hogyan rohanj a veszTEDbe                   | A Million Ways to Die in the West         | Foy                              | Takátsy Péter    |
| 2014 | Holtodiglan                                 | Gone Girl                                 | Desi Collings                    | Zámbori Soma     |
| 2017 | Kicsinyítés                                 | Downsizing                                | Jeff Lonowski                    | Markovics Tamás  |
| 2021 | 8 bites karácsony                           | 8-Bit Christmas                           | felnőtt Jake Doyle               | Markovics Tamás  |
| 2021 | Mátrix: Feltámadások                        | The Matrix: Resurrections                 | Az elemző                        | Kaszás Gergő     |
| 2022 | A gigantikus tehetség elviselhetetlen súlya | The Unbearable Weight of Massive Talent   | Richard Fink                     | Kaszás Gergő     |

### Televízió
Tévéfilmek
| Év   | Magyar cím          | Eredeti cím                                  | Szerep                 | Magyar hang     |
| ---- | ------------------- | -------------------------------------------- | ---------------------- | --------------- |
| 1988 | Démoni szépség      | Too Good to Be True                          | Danny Harland          |                 |
| 1989 | Hideg és szemtelen  | Cold Sassy Tree                              | Will Tweedy / Narrátor |                 |
| 1991 | Idegen a családban  | Stranger in the Family                       | Steve Thompson         |                 |
| 1993 |                     | For Our Children: The Concert                | önmaga                 |                 |
| 1993 | Lehull a lepel      | A Family Torn Apart                          | Brian Hannigan         |                 |
| 1994 | A hó fogságában     | Snowbound: The Jim and Jennifer Stolpa Story | Jim Stolpa             | Bolba Tamás     |
| 1994 | A hó fogságában     | Snowbound: The Jim and Jennifer Stolpa Story | Jim Stolpa             | Markovics Tamás |
| 1995 |                     | The Man in the Attic                         | Edward Broder          |                 |
| 1995 |                     | Not Our Son                                  | Paul Kenneth Keller    |                 |
| 1995 | Az első szerelem    | My Antonia                                   | Jimmy Burden           |                 |
| 1995 |                     | Legacy of Sin: The William Coit Story        | William Coit           |                 |
| 1998 | Karácsonyi kívánság | The Christmas Wish                           | Will Martin            | Csőre Gábor     |
| 2001 | Az esküvői ruha     | The Wedding Dress                            | Travis Cleveland       |                 |
| 2005 |                     | The Christmas Blessing                       | Nathan Andrews         |                 |

Sorozatok
| Év        | Magyar cím                       | Eredeti cím                         | Szerep                           | Megjegyzések                                                              |
| --------- | -------------------------------- | ----------------------------------- | -------------------------------- | ------------------------------------------------------------------------- |
| 1989      |                                  | Hallmark Hall of Fame               | Lonnie Tibbetts                  | 1 epizód                                                                  |
| 1989      |                                  | B.L. Stryker                        | Buder Campbell                   | 1 epizód                                                                  |
| 1989–1993 |                                  | Doogie Howser, M.D.                 | Douglas "Doogie" Howser          | főszereplő                                                                |
| 1991      |                                  | Blossom                             | Az "elbűvölő" Derek Slade        | 1 epizód                                                                  |
| 1991      | A Simpson család                 | The Simpsons                        | önmaga Bart Simpsonként (hangja) | 1 epizód (Bart, a gyilkos)                                                |
| 1992      | Roseanne                         | Roseanne                            | Dr. Doogie Howser                | 1 epizód                                                                  |
| 1992      | A bolygó kapitánya               | Captain Planet and the Planeteers   | Todd Andrews (hangja)            | 1 epizód                                                                  |
| 1992–1995 |                                  | Capitol Critters                    | Max (hangja)                     | főszereplő                                                                |
| 1993      | Quantum Leap – Az időutazó       | Quantum Leap                        | Mike Hammond                     | 1 epizód                                                                  |
| 1993      | Gyilkos sorok                    | Murder, She Wrote                   | Tommy Remsen                     | 1 epizód                                                                  |
| 1996      | Végtelen határok                 | The Outer Limits                    | Howie Morrison                   | 1 epizód                                                                  |
| 1997      | Gyilkos utcák                    | Homicide: Life on the Street        | Alan Schack                      | 1 epizód                                                                  |
| 1999      | Szent Johanna                    | Joan of Arc                         | VII. Károly francia király       | - minisorozat (2 epizód) - magyar hangja: - Cseke Péter                   |
| 1999–2000 |                                  | Stark Raving Mad                    | Henry McNeeley                   | főszereplő                                                                |
| 2000      | Will és Grace                    | Will & Grace                        | Bill                             | 1 epizód                                                                  |
| 2001      |                                  | Static Shock                        | Johnny Morrow (hangja)           | 1 epizód                                                                  |
| 2001      | Tengerparti fenegyerek           | Son of the Beach                    | Loverboy                         | 1 epizód                                                                  |
| 2001      |                                  | The Legend of Tarzan                | Moyo (hangja)                    | 1 epizód                                                                  |
| 2001      | Ed                               | Ed                                  | Joe Baxter                       | 1 epizód                                                                  |
| 2002      | Angyali érintés                  | Touched by an Angel                 | Jonas                            | 1 epizód                                                                  |
| 2002      | Az igazság ligája                | Justice League                      | Ray Thompson (hangja)            | 2 epizód                                                                  |
| 2003      |                                  | Boomtown                            | Peter Corman                     | 1 epizód                                                                  |
| 2003      | Pókember                         | Spider-Man: The New Animated Series | Peter Parker / Pókember (hangja) | főszereplő                                                                |
| 2004      | Esküdt ellenségek: Bűnös szándék | Law & Order: Criminal Intent        | John Tagman                      | 1 epizód                                                                  |
| 2005      | Gyilkos számok                   | Numb3rs                             | Ethan Burdick                    | 1 epizód                                                                  |
| 2005      | Jack és Bobby                    | Jack & Bobby                        | Preston Phelps professzor        | 1 epizód                                                                  |
| 2005–2014 | Így jártam anyátokkal            | How I Met Your Mother               | Barney Stinson                   | - főszereplő - magyar hangja: - Markovics Tamás                           |
| 2006      | Én, Eloise                       | Me, Eloise                          | ismeretlen szinkronhang          | 2 epizód                                                                  |
| 2007–2009 | Family Guy                       | Family Guy                          | Barney Stinson (hangja)          | - 2 epizód - (Nincs megfelelő Chrisnek) - (A Griffin Peterson nevű fickó) |
| 2008      |                                  | Dr. Horrible’s Sing-Along Blog      | Dr. Horrible (Billy)             | 3 epizód                                                                  |
| 2008      | Szezám utca                      | Sesame Street                       | A Tündércipős                    | 1 epizód                                                                  |
| 2008      |                                  | Anytime with Bob Kushell            | önmaga                           | vendégszereplő                                                            |
| 2008      | Million Dollar Password          |                                     | önmaga                           | vendégszereplő                                                            |
| 2009      | Batman: A bátor és a vakmerő     | Batman: The Brave and the Bold      | Nagy karmester (hangja)          | 1 epizód                                                                  |
| 2009      | Robotcsirke                      | Robot Chicken                       | több szereplő hangja             | 2 epizód                                                                  |
| 2009      |                                  | Yes, Virginia                       | Dr. Philip O'Hanlon (hangja)     |                                                                           |
| 2010      | Glee – Sztárok leszünk!          | Glee                                | Bryan Ryan                       | 1 epizód                                                                  |
| 2010      | A Madagaszkár pingvinjei         | The Penguins of Madagascar          | Fújlyuk doktor (hangja)          | 2 epizód                                                                  |
| 2011      | Kalandra fel!                    | Adventure Time with Finn and Jake   | Gumó herceg (hangja)             | 2 epizód                                                                  |
| 2012      |                                  | Robot Chicken: DC Comics Special    | Kétarc (hangja)                  | különkiadás                                                               |
| 2017–2019 | A balszerencse áradása           | A Series of Unfortunate Events      | Olaf Gróf                        | 25 epizód producer                                                        |
| 2019      | Szellemíró                       | Ghostwriter                         | A Fehér Nyúl (hangja)            | 2 epizód                                                                  |
| 2021      | Ez bűn                           | It's a Sin                          | Henry Coltrane                   | - 1 epizód - magyar hangja: - Markovics Tamás                             |
| 2021      | Star Wars: Látomások             | Star Wars: Visions                  | Karre (hangja)                   | 1 epizód                                                                  |
| 2021      | Csé, mint család                 | F Is for Family                     | Louis Chilsons (hangja)          | 6 epizód                                                                  |
| 2022      | Újra szingli                     | Uncoupled                           | Michael Lawson                   | - 8 epizód - magyar hangja: - Markovics Tamás                             |
| 2023      | Így jártam apátokkal             | How I Met Your Father               | Barney Stinson                   | 2 epizód                                                                  |
| 2023      | Ki vagy, doki?                   | Doctor Who                          | A Játékkészítő                   | 1 epizód - magyar hangja: - Markovics Tamás                               |

### Videójátékok
| Év   | Cím                                                       | Szinkronszerep                     |
| ---- | --------------------------------------------------------- | ---------------------------------- |
| 2008 | Saints Row 2                                              | veterán gyerek                     |
| 2009 | Eat Lead: The Return of Matt Hazard                       | Wallace "Wally" Wellesley          |
| 2010 | Rock of the Dead                                          | névtelen szereplő                  |
| 2010 | Spider-Man: Shattered Dimensions                          | Peter Parker / Csodálatos Pókember |
| 2011 | The Penguins of Madagascar: Dr. Blowhole Returns – Again! | Dr. Blowhole                       |
| 2014 | Saints Row IV                                             | veterán gyerek                     |

## Színház
| Év   | Cím                            | Szerep                       | Megjegyzés     |
| ---- | ------------------------------ | ---------------------------- | -------------- |
| 1997 | Rent                           | Mark Cohen                   |                |
| 1998 | Romeó és Júlia                 | Romeo Montague               |                |
| 2001 | Sweeney Todd                   | Tobias Ragg                  | koncertelőadás |
| 2002 | Egy bizonyítás körvonalai      | Hal                          |                |
| 2003 | Cabaret                        | Emcee                        |                |
| 2004 | The Paris Letter               | Fiatal Anton/Burt Sarris     |                |
| 2004 | Assassins                      | Lee Harvey Oswald/A Balladás |                |
| 2005 | Robbanás előtt                 | Jon                          |                |
| 2006 | Édes fiaim                     | Chris Keller                 |                |
| 2006 | Amadeus                        | Wolfgang Amadeus Mozart      |                |
| 2010 | Rent élőben a Hollywood Bowlon |                              | rendező        |
| 2011 | Company                        | Robert                       | koncertelőadás |
| 2011 | A Snow White Christmas         | A Varázstükör                |                |

## Díjak és jelölések
| Év        | Díj                     | Jelölés                                                           | Eredmény | Megjegyzés                       |
| --------- | ----------------------- | ----------------------------------------------------------------- | -------- | -------------------------------- |
| 1989      | Young Artist Awards     | legjobb fiatal drámaszínész                                       | Jelölés  | Clara szíve                      |
| 1989      | Golden Globe-díj        | legjobb férfi mellékszereplő                                      | Jelölés  | Clara szíve                      |
| 1990      | Young Artist Awards     | legjobb fiatal színész televíziós sorozatban                      | Nyert    | Doogie Howser, M.D.              |
| 1991      | Young Artist Awards     | legjobb fiatal színész televíziós sorozatban                      | Nyert    | Doogie Howser, M.D.              |
| 1992      | Young Artist Awards     | legjobb fiatal színész televíziós sorozatban                      | Nyert    | Doogie Howser, M.D.              |
| 1992      | Golden Globe-díj        | legjobb férfi főszereplő (musical- vagy vígjátéksorozat)          | Jelölés  | Doogie Howser, M.D.              |
| 2007      | Teen Choice Awards      | kiváló televíziós színész (vígjáték)                              | Jelölés  | Így jártam anyátokkal            |
| 2007      | Primetime Emmy-díj      | legjobb férfi mellékszereplő (vígjátéksorozat)                    | Jelölés  | Így jártam anyátokkal            |
| 2008      | People’s Choice Awards  | kedvenc jelenetmegragadó színész                                  | Jelölés  | Így jártam anyátokkal            |
| 2008      | Primetime Emmy-díj      | legjobb férfi mellékszereplő (vígjátéksorozat)                    | Jelölés  | Így jártam anyátokkal            |
| 2009      | Golden Globe-díj        | legjobb férfi mellékszereplő (sorozat, minisorozat vagy tévéfilm) | Jelölés  | Így jártam anyátokkal            |
| 2009      | Primetime Emmy-díj      | legjobb férfi mellékszereplő (vígjátéksorozat)                    | Jelölés  | Így jártam anyátokkal            |
| 2009      | Bravo A-List Awards     | első osztályú férfi színész                                       | Nyert    |                                  |
| 2009      | Streamy Awards          | legjobb férfi színész webes vígjáték-sorozatban                   | Nyert    | Dr. Horrible's Sing-Along Blog   |
| 2009–2010 | Golden Icon Award       | legjobb színész televíziós vígjáték-sorozatban                    | Nyert    | Így jártam anyátokkal            |
| 2010      | Golden Globe-díj        | legjobb férfi mellékszereplő (sorozat, minisorozat vagy tévéfilm) | Jelölés  | Így jártam anyátokkal            |
| 2010      | Primetime Emmy-díj      | legjobb férfi mellékszereplő (vígjátéksorozat)                    | Jelölés  | Így jártam anyátokkal            |
| 2010      | Primetime Emmy-díj      | legjobb vendégszínész (vígjátéksorozat)                           | Nyert    | Glee – Sztárok leszünk!          |
| 2010      | Primetime Emmy-díj      | legjobb különleges előadás                                        | Nyert    | 63. Tony-gála                    |
| 2010      | Spike Video Game Awards | legjobb férfi hangteljesítmény                                    | Nyert    | Spider-Man: Shattered Dimensions |
| 2011      | People’s Choice Awards  | kedvenc férfi vígjátékszínész                                     | Nyert    | Így jártam anyátokkal            |
| 2012      | People’s Choice Awards  | kedvenc férfi vígjátékszínész                                     | Nyert    | Így jártam anyátokkal            |

## Magyarul megjelent művei
- Így jártam az életemmel; ford. Markwarth Zsófia; Athenaeum, Bp., 2015
- A különc varázsló; ford. Bozai Ágota; Maxim, Szeged, 2018 (Delfin könyvek)
- A bájos kis bűvész; ford. Bozai Ágota; Maxim, Szeged, 2019 (Delfin könyvek)
- A mágikus muzsikus; ford. Bozai Ágota; Maxim, Szeged, 2022 (Delfin könyvek)
- A varázslatos barát; ford. Bozai Ágota; Maxim, Szeged, 2023 (Delfin könyvek)